# Mayer Berta
Mayer Berta (Budapest, 1944. szeptember 7.–) Munkácsy Mihály-díjas (2001) magyar festőművész, pedagógus.

## Élete
1964-1968 között a Magyar Képzőművészeti Főiskola hallgatója volt Szentiványi Lajos tanítványaként. 1969 óta kiállító művész. 1997 óta a Képző- és Iparművészeti Szakközépiskola festő szaktanára.

## Családja
Szülei Mayer Ferenc és Mottl Berta. Nagyapja Mayer Ferenc (1887–1944) cipészmester, nagyanyja Kiss Ida volt. 1965-ben házasságot kötött Végh Andrással. Két gyermekük született: Judit (1974) és Marcell (1977).

## Kiállításai

### Egyéni
- 1969, 1978, 1999 Szekszárd
- 1971, 1974, 1983, 1997-1998 Budapest
- 1975 Dunaújváros
- 1979 Mór
- 1981 Bonyhád
- 1986 Vác
- 1988 Simontornya
- 1996 Szolnok

### Csoportos
- 1981 London
- 1987 Graz
- 1995 Stuttgart

## Művei
- Arany és fekete
- Csendélet
- Mikrokozmosz (1987)

## Díjai
- II. Zománcművészeti Biennálé díja (1973)
- III. Zománcművészeti Biennálé díja (1975)
- XVII. Szegedi Nyári Tárlat díja (1976)
- a VII. XIV. és XV. Egri Akvarell Biennálé díja (1980, 1994, 1996)
- BÁV Tavaszi Fesztivál díja (1995)
- MM-díj (2000)